# De casa en casa
De casa en casa es un programa matutino ecuatoriano producido y emitido por la cadena de televisión TC Televisión, desde el 1 de febrero de 2010 hasta la actualidad.
El programa actualmente está bajo la conducción de Wendy Rosillo, Jasú Montero, Michela Pincay, Mariaca Valdés y Jorge Heredia. Por este espacio matutino también han pasado presentadores como Ana Buljubasich, Úrsula Strenge, Francisco Molestina, Carla Sala, Richard Barker, Cinthya Coppiano, Pierina Uribe, Santiago Naranjo, Danilo Vitanis, Leonel Allegues, entre otros.

## Segmentos

### Actuales
- Noticias
- Salud
- Moda
- Ejercicios
- Talentos
- La sazón de Mariaca
- Emprende desde casa
- Concursos
- Familia 20/20
- Foro
- Hable quien Hable
- Otros

### Antiguos
- Los estilistas
- Guerra de tijeras
- Calle 7 Kids
- Haga negocio conmigo
- Duros de callar
- El metiche
- Todos en Línea
- Soy tu fan
- Historias impactantes
- La Academia: El vacacional
- Ángeles de la mañana
- La tía Michela al Rescate
- Una nueva oportunidad
- Gánale a la Abuelita
- Siguele el pasó
- Para la oreja
- Greñas , Spa , y Peluquería

## Conductores

### Equipo actual
- Wendy Rosillo (2022-actualidad)
- Jasú Montero[4] (2016-Actualidad)
- Mariaca Valdés (2020-Actualidad)
- Michela Pincay[5] (2020-Actualidad)
- Daniel Merlo (2021 - Actualidad)
- Jorge Heredia[6] (2021-Actualidad)

### Antiguos presentadores
- Ana Buljubasich (2010-2022)
- Úrsula Strenge[7] (2021-2022)
- Arturo Viscarra "Rayo" (2015-2021)
- María Fernanda Pérez[8] (2021)
- Emilio Pinargote[9] (2017-2021)
- Romina Calderón[10][11] (2016-2021)
- Francisco Molestina[12] (2021-2022)
- Carolina Jaume[13] (2020)
- Eduardo Andrade[14] (2020)
- Samantha Grey (2020)
- Polo Baquerizo (2019-2020)
- Leonel Allegues (2018-2020)
- Andreína Bravo (2022)
- Carla Sala (2014-2019)
- Fanny Garces (2017-2019)
- Pilar Vera (2018-2022)
- Priscilla Tomalá (2020-2021)
- Richard Barker (2010-2015)
- Cinthya Coppiano (2010-2016)
- Pierina Uribe (2010-2013)
- Santiago Naranjo (2010-2018)
- Danilo Vitanis (2012-2013)
- Bolívar Rodríguez (2011-2014)
- Gabriela Pesántez (2010-2011)
- Ivis Vega (2010-2011)
- María Ruth Moreno (2011-2013)
- Eduardo González (2010-2012)
- Rossana Queirolo (2012)
- Fernando Arévalo (2013)
- Pamela Zambrano (2015-2017)
- Silvana Torres (2016-2017)
- Henry Paladines (2016-2018)
- José Urrutia (2013)
- Karin Barreiro (2013-2015)
- Douglas Lascano (2013-2018)
- Efraín Ruales (2011)

## Premios y nominaciones

### Premios ITV

#### Al programa
| Año  | Categoría                    | Resultado |
| ---- | ---------------------------- | --------- |
| 2014 | Mejor programa de variedades | Nominado  |
| 2015 | Mejor programa de variedades | Nominado  |
| 2018 | Mejor programa de variedades | Nominado  |

#### A los presentadores
| Año  | Categoría                        | Nominado(a)     | Resultado |
| ---- | -------------------------------- | --------------- | --------- |
| 2010 | Mejor presentadora de variedades | Ana Buljubasich | Nominada  |
| 2010 | Mejor presentador de variedades  | Richard Barker  | Nominado  |
| 2011 | Mejor presentadora de variedades | Ana Buljubasich | Nominada  |
| 2011 | Mejor presentador de variedades  | Richard Barker  | Nominado  |
| 2012 | Mejor presentador de variedades  | Richard Barker  | Nominado  |
| 2014 | Mejor presentador de variedades  | Richard Barker  | Nominado  |
| 2015 | Mejor presentador de variedades  | Richard Barker  | Nominado  |
| 2019 | Mejor presentadora de variedades | Ana Buljubasich | Nominada  |